# Far Beyond Driven
Far Beyond Driven — седьмой студийный альбом американской метал-группы Pantera, выпущенный 22 марта 1994 года на East West Records. Самый продаваемый альбом Pantera достиг 1-го места в Billboard 200 и был сертифицирован RIAA как «платиновый». Альбом также был сертифицирован как «платиновый» Канадской ассоциацией звукозаписывающих компаний. Именно после выпуска Far Beyond Driven гитарист группы Даррелл Эбботт сменил свой псевдоним на «Даймбэг Даррелл». Японское издание и издание the Driven Downunder Tour '94 Souvenir Collection содержат бонус-трек «The Badge», кавер-версию песни группы Poison Idea. Этот кавер-трек также был включён в саундтрек-альбом фильма «Ворон».

## Предыстория, музыка и тексты
В момент выхода альбома, Фил Ансельмо страдал от боли в спине из-за двух порванных дисков (хронический остеохондроз диска). Ансельмо начал сильно пить, злоупотребляя обезболивающими, миорелаксантами и начал употреблять героин, чтобы уменьшить боль.
В интервью в Университете Лойолы в марте 2009, Ансельмо сказал:

Ну я думаю, что это было в то время, когда наш альбом (Far Beyond Driven) поднялся на номер один. Я был очень напуган, я был чертовски счастлив: не пойми меня неправильно, чувак — я думал что-то вроде «О, Господи, да!» В тот момент я только что вернулся от врача, делал второе МРТ и узнал, что получил перелом двух сломанных дисков. Теперь, чтобы быть Суперменом, которого из меня делали СМИ, нужно было подавить эту боль. Так я начал с обычных обезболивающих и мышечных релаксантов. В конце концов вы поднимаетесь по болеутоляющей лестнице, потому что обезболивающие лягут на вас, они будут увеличивать эту травму. И это все, что у тебя на уме: травмы и обезболивающие.

Песня «I'm Broken» рассказывает о боли в спине, которую испытывал Фил Ансельмо. Ансельмо сказал: «Это как раз тогда, когда я начал чувствовать боль в пояснице, и это было страшно». «Я думаю, что это один из первых случаев в моей жизни, чувак, когда у меня появилась эта штука под названием „уязвимость“, и это было очень неприятное чувство». Ансельмо добавил: «Я думаю, что это был действительно мой первый взгляд на то, как можно кричать на весь мир: «Чёрт… Я сломлен! Кто-нибудь, чёрт возьми, помогите мне!».
На обложке альбома все песни печатаются отдельно от кавера группы Black Sabbath из альбома Paranoid «Planet Caravan». В лайнер записке говорится:

Это песня группы Black Sabbath из альбома Paranoid. Так что не беситесь на нас. Мы сделали песню, потому что хотели. Это никак не затрагивает нашу приверженность жанру. Это укуренная песня. Мы думаем, что вы поймёте её. Если нет, ни черта не слушайте её. Спасибо. От имени всей Pantera, Фил Ансельмо '94.

Японское и Driven Downunder Tour '94 Souvenir Collection содержит бонусный тринадцатый трек «The Badge» — кавер-версия группы Poison Idea. Этот кавер также был в альбоме The Crow soundtrack.
Трек «Good Friends and a Bottle of Pills» является отсылкой на песню «Good Friends and a Bottle of Wine» альбома Теда Ньюджента Weekend Warriors.

## Тексты песен и стиль
Far Beyond Driven продолжил развитие альбома в грув направлении и стал более тяжелым по звучанию. Текст песен Филипа Ансельмо стали более личными, чем в предыдущих альбомах. Такие песни, как «Becoming» и «25 Years» отсылаются на раннюю жизнь Фила Ансельмо. Песня «Planet Caravan» является кавером группы Black Sabbath. «Strength Beyond Strength» — одна из быстрых песен альбома.

## Обложка
Оригинальная обложка представляла собой  изображение анального проникновения при помощи 30-см ржавого бура. Для фото художник использовал идею своей же фотосессии для журнала "Hustler" (имя модели он не помнит), но для обложки альбома он изготовил скульптуру. Идея понравилась и музыкантам, которые сказали, что "это и есть металл. Metal up your ass!", и студии. Однако студия буквально на следующий день отказалась выпускать альбом с этой обложкой, и она быстро заменена на другую (череп, просверленный дрелью). Таким образом, практически дословно, даже в тех же выражениях повторилась история с оригинальной обложкой первого альбома Metallica, который должен был называться "Metal Up Your Ass!", а обложка должна была изображать руку с мечом, высовывающуюся из унитаза, но под давлением студии обложка была заменена, а заодно и название альбома заменили на "Kill 'Em All". 
Вместе с тем бокс-сет 'Driven Downunder Tour '94: Souvenir Collection' содержал оригинальную обложку Far Beyond Driven

## Выпуск и прием

### Коммерческая эффективность
В полночь 22 марта 1994 года Pantera начала выпуск Far Beyond Driven в обширном музыкальном магазине компании. Вместе с MTV на пять дней они отправились в 12 городов, показывая свой альбом. Участники группы раздавали автографы, встречали поклонников, что способствовало продвижению альбома. Группа выпустила «I’m Broken» как первый сингл с альбома, который достиг № 19 на британском хит-параде, что делает его популярным синглом группы во всем мире. Также содержится их первый кавер на мейджор-лейбле релизов Black Sabbath — это Planet Caravan, который служит окончанием альбома Far Beyond Driven и достигший № 21 на Billboard и Mainstream Rock Tracks. Тяжелая работа Pantera окупилась в марте: их альбом был распродан более чем 185 000 копиями и достиг № 1 на US Billboard 200 и австралийских чартах после выхода. Far Beyond Driven продержался там 29 недель.

### Критика
Хотя альбом имел большой коммерческий успех, он получил смешанные отзывы с момента своего выхода. Rolling Stone дал альбому четыре звезды из пяти. Тем не менее рецензент AllMusic Эдуардо Ривадавил заявил, что Far Beyond Driven является самым быстропродаваемым альбомом после релиза. Несмотря на то что он занял первую строчку в Billboard чарте продаж в первую неделю, этот невероятный подвиг не настолько отражает свои качества, как его предшественник 1992 года «Vulgar Display of Power».

## Список композиций
1. «Strength Beyond Strength» — 3:39
2. «Becoming» — 3:05
3. «5 Minutes Alone» — 5:50
4. «I’m Broken» — 4:25
5. «Good Friends and a Bottle of Pills» — 2:54
6. «Hard Lines, Sunken Cheeks» — 7:01
7. «Slaughtered» — 3:57
8. «25 Years» — 6:06
9. «Shedding Skin» — 5:37
10. «Use My Third Arm» — 4:52
11. «Throes of Rejection» — 5:01
12. «Planet Caravan» (Black Sabbath) — 4:04

## В культуре
Композиции «Slaughtered» и «Use My Third Arm» звучат в качестве основного саундтрека в фильме режиссёра Светланы Басковой «Зелёный слоник».

## Позиции в чартах
| Чарт (1994/2014)         | Позиция |
| ------------------------ | ------- |
| Australian Albums Chart  | 1       |
| Austrian Albums Chart    | 8       |
| Dutch Albums Chart       | 47      |
| German Albums Chart      | 7       |
| Венгрия (MAHASZ)         | 7       |
| New Zealand Albums Chart | 14      |
| Norwegian Albums Chart   | 14      |
| Swedish Albums Chart     | 2       |
| Swiss Albums Chart       | 21      |
| UK Album Chart           | 3       |
| U.S. Billboard 200       | 1       |

| Год  | Сингл             | Чарт                       | Позиция |
| ---- | ----------------- | -------------------------- | ------- |
| 1994 | «Planet Caravan»  | Hot Mainstream Rock Tracks | 21      |
| 1994 | «Planet Caravan»  | UK Singles Chart           | 26      |
| 1994 | «I’m Broken»      | UK Singles Chart           | 19      |
| 1994 | «Becoming»        | Hot Mainstream Rock Tracks | 12      |
| 1994 | «5 Minutes Alone» | Hot Mainstream Rock Tracks | 13      |

## Участники записи
- Филип Ансельмо — вокал
- Даймбэг Даррелл — гитара, бэк-вокал
- Рекс Браун — бас, бэк-вокал
- Винни Пол — барабаны
- Терри Дэйт — продюсер, микширование
- Тед Дженсен — мастеринг
- Brad Guice — фото на обложке
- Записан в Нэшвилле, Теннесси
- Смикширован в Dallas Sound Labs, Даллас, Техас
- Мастеринг — Sterling Sound, Нью-Йорк, штат Нью-Йорк

## Комментарии
1. ↑  До этого у гитариста был псевдоним «Даймонд Даррелл»